# Taking the piss
La frase en inglés taking the piss es un término usado por la mancomunidad para referirse a la toma de libertades a costa de los demás o ser irrazonable. Es frecuentemente usado (o confundido con) para significar taking the piss out of, la cual es una expresión que significa burlarse, tomar el pelo, ridiculizar o mofarse. Tampoco se debe confundir con taking a piss, que se refiere a la acción de orinar. Taking the Mickey (Mickey Bliss, de la jerga rimada cockney) o taking the Michael es otro término para burlarse de alguien. Estos términos son mayormente usados en el Reino Unido, Irlanda, Sudáfrica, Nueva Zelanda y Australia.

## Uso
El término a veces se refiere a una forma de burla en la cual el burlador exagera las características de la otra persona; pretendiendo asumir sus actitudes, etc., con el fin de hacerlos parecer graciosos. También puede ser usado para referirse a un ardid en donde a una persona se le hace creer algo verdadero que en realidad no lo es (usualmente una increíble historia fantástica) con el propósito de ridiculizar al sujeto.
La frase es usada comúnmente entre la sociedad Británica, empleado por redactores de titulares en boletines de gran formato y tabloides, así como coloquialmente. Es también usado por países de habla inglesa como Australia.
En su uso coloquial, "taking the piss" es también usado para referirse a alguien o algo que hace una afirmación que no tiene relación con un acuerdo en común, por ejemplo, una factura con el doble del precio cotizado sin ninguna explicación por el cargo extra, podría decirse como "take the piss" o igualmente, si algo constantemente falla a una fecha de entrega.
El término también puede significar tomar una ventaja injusta. Por ejemplo, si alguien prepara un buffet de comida y un invitado toma con descaro más comida de la que le toca. Puede relacionarse con el abuso de confianza, por ejemplo, You can use my phone, but don't take the piss! ("Puedes usar mi teléfono, ¡pero no abuses de mi confianza!").

## Origen
"Take the piss" puede referirse o relacionarse a una expresión idiomática, piss-proud, un chiste vulgar que se refiere a la erecciones matutinas que suceden cuando un hombre despierta al final de un ciclo de sueño (cada uno de 90 minutos de duración durante la noche) o puede ser causado por la vejiga llena presionando los nervios que ayudan a que una erección suceda.
Esto puede ser considerado una 'falsa' erección, ya que su origen es psicológico y no sexual, por lo que en un sentido metafórico, alguien que "orina-orgulloso" sufriría de un falso orgullo, y taking the piss out of them se refiere a desinflar el falso orgullo a través del menosprecio o la burla. Como el conocimiento del origen metafórico de la expresión se ha perdido en el usuario, "taking the piss out of" se convirtió en sinónimo de menosprecio o burla, con menos relación al orgullo del sujeto.
"Take the mickey" puede ser una forma abreviada de la Jerga rimada Cockney "take the Mickey Bliss", un eufemismo para "take the piss". También se ha sugerido que "mickey" es una contracción de "Micción", en el que "take the micturition" sería un eufemismo sinónimo de "take the piss". La frase ha sido conocida desde la década de 1930.

### Teoría alternativa del origen
Una teoría es que durante la "era de los canales" en Gran Bretaña, la orina era llevada por los canales a las fábricas de lana en el Norte de Inglaterra (particularmente a Yorkshire), porque se usaba en el proceso para la fijación del colorante en la lana. Éste era el caso particular al teñir artículos azules con Índigo o más tradicionalmente con isatide, antes de que los tintes sintéticos fueran inventados o comercialmente disponibles. Estar en el negocio del transporte de orina era menos lucrativo que transportar vino, así que cuando se preguntaba a los marineros sobre lo que llevaban de carga, solían mentir diciendo "I'm taking wine" ("Llevo vino") a lo que se respondía "No, you're taking the piss", para expresar incredulidad.